# Musikformidling
Musikformidling er en bred betegnelse for alt det, der foregår mellem selve musikværket og publikum for at få dem til at mødes på en god måde. I en koncertsituation handler det fx om musikernes måde at optræde på og kommunikere med publikum. 
Betegnelsen bruges i de skandinaviske lande og har ikke en entydig oversættelse til andre sprog. På engelsk ses det skandinaviske "formidling" derfor ind imellem anvendt. Betegnelsen bruges primært i forbindelse med musik henvendt til børn og unge, men kan omfatte alle former for musik.
Formidlingen inddeles af Ebbe Høyrup i tre hovedkategorier:
Værkformidling er de virkemidler, der tages i brug i forbindelse med publikums direkte oplevelse af værket. Som nævnt kommer musikernes evne til at kommunikere deres musikalske budskab ind her. Der kan også være tale om "guider" der i fx en symfonikoncert indfører publikum i nogle af musikkens elementer og på den måde "peger på" og "åbner" værket.
Kontaktformidling handler om det arbejde musikinstitutioner gør for at tiltrække publikum til koncerter. Det kan spænde fra regulær markedsføring til idealistiske og kulturpolitiske tiltag som skolekoncerter, KMP (kreative musikalske processer) og andre aktiviteter der søger at bringe musikoplevelser ud til grupper, der ikke normalt selv ville opsøge dem.
Læringsformidling er den form for formidling, der sker gennem mere regulær undervisning, og kan i folkeskolen bl.a. bestå af musikhistoriske og musikteoretiske forberedelser til en koncertoplevelse. Det kan også være mere musiske tiltag, hvor komponister eller musikere gennem workshops el.lign. lægger op til en musikoplevelse eller -opførelse.
Teoretisk viden og erfaringsopsamling om musikformidling er i Danmark især knyttet til den selvejende institution LMS - Levende Musik i Skolen og Syddansk Musikkonservatorium, hvor landets eneste professor i musikformidling, Mogens Christensen, er ansat.

## Ekstern henvisning
- LMS – Levende Musik i Skolen
- Syddansk Musikkonservatorium
- musikformidling.dk Arkiveret 4. marts 2016 hos  Wayback Machine

| Musik | Spire Denne musikartikel er en spire som bør udbygges. Du er velkommen til at hjælpe Wikipedia ved at udvide den. |